# El Attaf
Ne doit pas être confondu avec El Atteuf.
 (septembre 2022).
Si vous disposez d'ouvrages ou d'articles de référence ou si vous connaissez des sites web de qualité traitant du thème abordé ici, merci de compléter l'article en donnant les références utiles à sa vérifiabilité et en les liant à la section « Notes et références ».
El Attaf, Tigava à l'époque antique, puis Les Attaf à l'époque française, est une commune de la wilaya de Aïn Defla en Algérie.

## Géographie

### Localisation
La commune de El Attaf est située à 28 km à l'ouest de la wilaya d'Aïn Defla sur la vallée du Chélif. La ville se situe à 160 km au sud-ouest d'Alger, et à 100 km au sud-ouest de Tipaza, à 111 km au nord-est de Tissemsilt et à 30 km à l'est de Chlef, et à 90 km à l'ouest de Médéa, et à 110 km à l'ouest de Blida.
|                              | El Abadia   |        |
| wilaya de Chlef (Oued Fodda) | El Attaf    | Rouina |
|                              | Tiberkanine |        |

### Climat
Le climat est froid et neigeux en hiver et tempéré en été. Les précipitations atteignent ou dépassent 400 mm par an.

## Histoire

### Algérie 1830-1962
Le village est créé par Charles Lavigerie en 1868, sous le nom de Saint-Cyprien des Attafs. Il est alors dédié à saint Cyprien, évêque de Carthage, mort en 258. En 1902, il devient Les Attafs.
Lavigerie recueille plusieurs centaines de jeunes enfants, qu'il répartit en deux orphelinats gérés par deux congrégations missionnaires qu'il venait de fonder : il confie les grands garçons aux Pères blancs de Maison-Carrée, les garçons plus jeunes et les filles aux Sœurs blanches de Kouba.
En 1868, il crée deux villages dans la plaine du Chelif, Saint-Cyprien et Sainte-Monique (aujourd'hui, Cheikh Ben Yahia). 
Le village de Saint-Cyprien est inauguré le 15 mars 1873. On y installe 32 concessionnaires, disposant de 20 hectares chacun.
En 1936, il y a 45 habitants, vivant sur 11 exploitations de moins de 20 hectares et 2 exploitations de plus de 100 hectares.

## Personnalités liées à la commune
- Michel Ameller (1926-2022), haut fonctionnaire français, né à El Attaf
- Mohamed Garne (1960-), "victime de guerre" né du viol de sa mère Kheïra par des paras français, né à El Attaf.
- Abderrahmane Hachoud (1988-), joueur de football, international algérien, né à El Attaf
- Amine Belferar (1991-), athlète olympique algérien, né à El Attaf
- Djilali Bencheikh, (1944-2024), journaliste, écrivain et militant algérien.